# Cedusa marlota
Cedusa marlota är en insektsart som beskrevs av Kramer 1983. Cedusa marlota ingår i släktet Cedusa och familjen Derbidae. Inga underarter finns listade i Catalogue of Life.